# Nan Pa'ch
La Nan Pa'ch désigne une célébration des récoltes de maïs au Guatemala. Des prières en langue Mam sont dites. Cette pratique, en déclin, figure depuis 2013 sur la liste du patrimoine immatériel nécessitant une sauvegarde urgente. 

## Pratique
Dans la ville de San Pedro Sacatepéquez a lieu la Nan Pa'ach, cérémonie de célébration des récoltes de maïs visant à remercier la nature. Hommes et femmes, qui sont d'anciens fermiers, participent. Huit parlamenteros, personnes disant des prières (quatre principaux et quatre auxiliaires), expriment leur reconnaissance. Les épis de maïs sont décorés par quatre marraines, par exemple avec de petits vêtements, et ces dernières organisent le repas. 

## Reconnaissance et déclin
En 2013, la cérémonie Nan Pa'ach est inscrite sur la liste du patrimoine immatériel nécessitant une sauvegarde urgente. D'après le descriptif officiel de l'UNESCO, elle permet identité culturelle et développement du respect de la nature. La transmission est orale et intergénérationnelle. Cependant, cette cérémonie ne suscite plus l'intérêt des jeunes. L'insécurité économique, l'âge avancé des détenteurs de la pratique et le recul de la transmission constituent d'autres facteurs de déclin. 
Le patrimoine culturel immatériel accorde une certaine place à l'alimentation.